# 王学红
王学红（1974年—），内蒙古赤峰人，蒙古族，中华人民共和国政治人物、第十一届全国人民代表大会河北地区代表。
毕业于北京师范大学计算机专业，担任唐山市第一中学竞赛部主任。2008年起担任全国人大代表。